# Напольное (Чувашия)
Напо́льное (чув. Напольни, эрз. Алвеле) — село в Порецком муниципальном округе Чувашской Республики России.

## Топонимика
Есть несколько версий происхождения эрзянского названия села:

Первая часть топонима, вероятно, возникла от мордовского слова «ало» (нижний), «алвеле» означает Нижнее село. Так именуют Напольное жители Засурья Алатырского района, поскольку оно расположено ниже по течению Суры относительно деревень.

Вторая версия связывает происхождение названия села с разбиением яйца:

По одной из легенд, в здешние леса пришли три мордовских старца. Дорога расходилась на три стороны. Вдруг выпало на землю яйцо. «Сам Всевышний указывает нам, где поселиться, — молвил один из старцев, — и назовем село Алвеле (ал — по-мордовски яйцо)»— Эрзя – народ певучий. Газета «Советская Чувашия»

## История
В 1780 году, при создании Симбирского наместничества, село Никольское Напольное тож, при колодезях, дворцовых крещеной мордвы, вошло в состав Алатырского уезда.
В 1859 году село Напольное, по почтовому тракту из г. Алатыря в г. Курмыш, в 1-м стане Алатырского уезда Симбирской губернии.
В 1872 году прихожанами был построен новый деревянный храм, обнесен деревянной оградой. Престолов в нем два: главный (холодный) — во имя Святителя и Чудотворца Николая и в приделе (теплый) — в честь иконы Божией Матери всех скорбящих радости.
День села отмечается в июле.

## Органы власти
В рамках организации местного самоуправления с 2004 по 2022 гг. в границах села существовало муниципальное образование Напольновское сельское поселение . Упразднено законом от 29 марта 2022 года в рамках преобразования муниципального района со всеми входившими в его состав поселениями путём их объединения в муниципальный округ . С 1 января 2023 года функционирует Напольновский территориальный отдел .

## Население
| 2010  | 2012  | 2013  | 2014  | 2015  | 2016  | 2017  |
| ----- | ----- | ----- | ----- | ----- | ----- | ----- |
| 1359  | ↘1307 | ↘1300 | ↗1305 | ↘1279 | ↘1278 | ↘1234 |
| 2018  | 2019  | 2020  | 2021  |       |       |       |
| ↘1197 | ↘1139 | ↘1098 | ↘1074 |       |       |       |

В 1900 году — в с. Напольном (н. м.) в 163 дворах: 651 м. и 734 ж.;

## Инфраструктура
В селе действуют:
- МБОУ Напольновская средняя общеобразовательная школа[24],

- Напольновский СДК  [25],

- библиотека,

- офис врача общей практики,

- отделение «Почты России» и ветеринарный участок[2]. 
Имеется православная церковь святителя Николая, построенный в 90-е годы XX века[26].
С 1992 года[27] действует мордовский культурный центр Чувашской Республики[28].

## Известные уроженцы
- Арлашкин, Григорий Фадеевич — Герой Советского Союза
- Куторкин, Андрей Дмитриевич — эрзянский поэт, прозаик.

## Улицы
В селе 8 улиц: Ленина, Арлашкина, Советская, Колхозная, Комсомольская, Пролетарская, Новая, Фролова.